# Урсол Андрій Олександрович

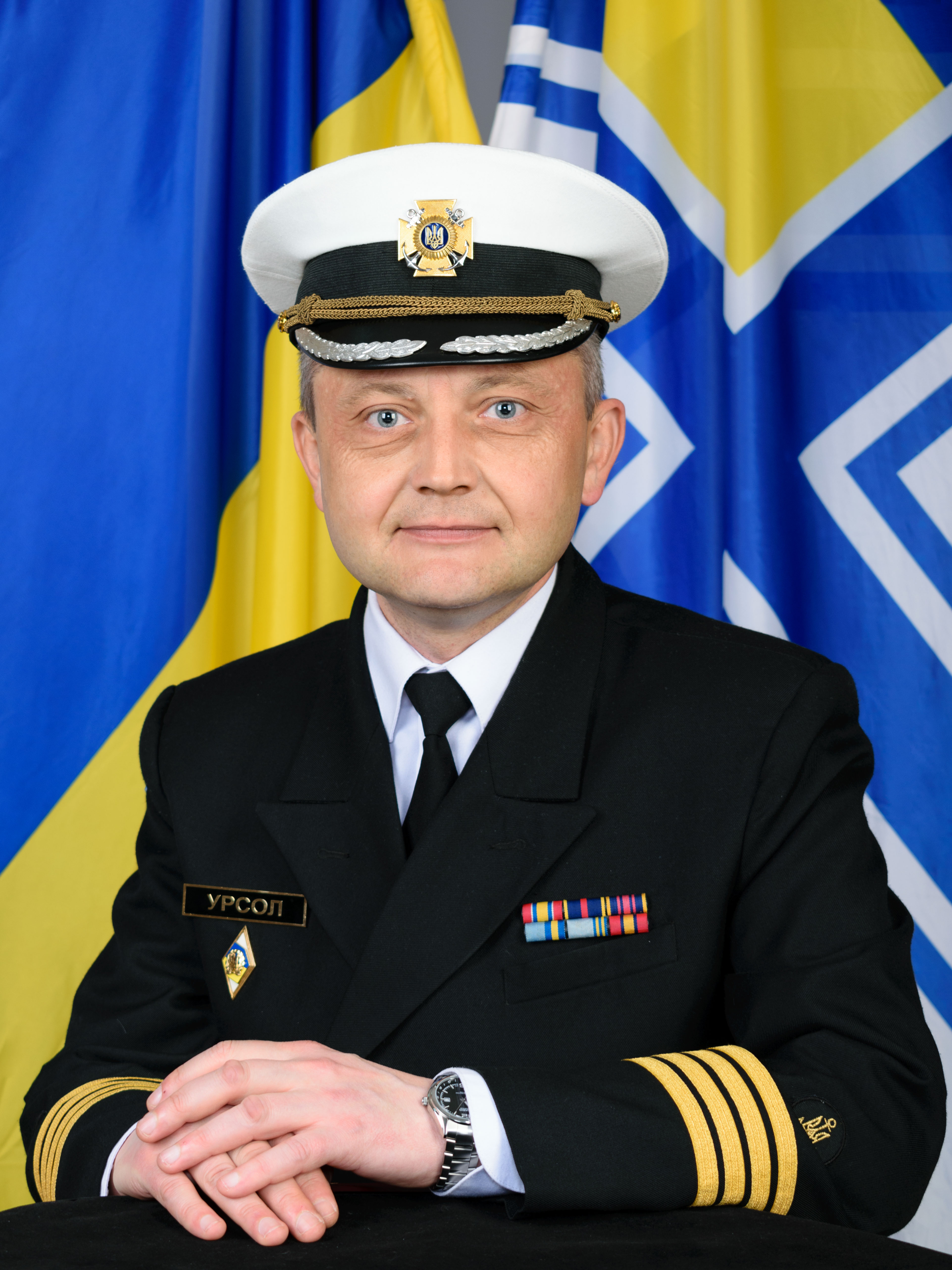
капітан І рангу Урсол Андрій Олександрович

Андрій Олександрович Урсол (19 липня 1971, на Луганщині) — український військовик, капітан І рангу, заступника командувача ВМС ЗС України з морально-психологічного забезпечення – начальник управління.

## Життєпис
Вища у галузях соціальної психології, соціології. Магістр державного військового управління.
На військовій службі з 1988 року.
З 1992 року проходив службу у Військово-Морських Силах Збройних Сил України на посадах від заступника командира корвета «Вінниця» з виховної роботи до заступника командувача ВМС ЗС України з морально-психологічного забезпечення – начальник управління.
Основними напрямками діяльності були організація морально - психологічного забезпечення, цивільно-військового співробітництва, заходів підготовки сил, міжнародного військового співробітництва.
Учасник антитерористичної операції на території Донецької і Луганської областей.